# Arifron z Sykionu
Arifron z Sykionu, Ariphron, (gr. Αρίφρων, łac. Ariphron) – poeta starożytnej Grecji z przełomu V i IV wieku p.n.e.
Arifron urodził się w Sykionie. W czasie wojny peloponeskiej prawdopodobnie przebywał w Atenach. Jedynym zachowanym utworem poety jest pean na cześć Hygiei, cytowany w całości przez Atenajosa i zachowany w postaci inskrypcji w ateńskiej świątyni Asklepiosa. Rodzinne miasto poety, Sykion, był najstarszą siedzibą kultu Hygiei. Ze wzmianki u Lukiana wynika, że w starożytności utwór Arifrona był bardzo popularny. Cytuje go również Plutarch.